# Cryptoblepharus tytthos
Cryptoblepharus tytthos (карликовий змієокий сцинк) — вид сцинкоподібних ящірок родини сцинкових (Scincidae). Ендемік Австралії.

## Поширення і екологія
Карликові змієокі сцинки мешкають в регіоні Кімберлі у Західній Австралії. Вони живуть в сухих рідколіссях і чагарникових заростях.